# Detection Club

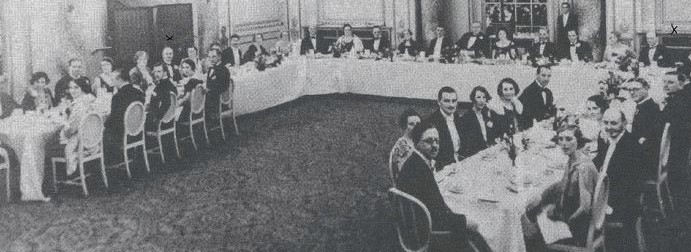
Reunión del Detection Club.

El London Detection Club es la asociación donde se reúnen los escritores británicos de novelas policiales más importante de Europa.

## Objetivo
El Detection Club fue fundado en el año 1929 por un grupo de escritores de la novela enigma que, para acabar con las diferentes teorías acerca de lo que debería ser el "juego limpio" en el género policiaco, crearon una serie de reglas condicionando al escritor de dicho género para que su lector esté en condiciones de resolver el problema planteado. Además hacían fiestas y reuniones esporádicamente y publicaron muchas novelas como autores colectivos, firmadas por "Detection Club", como El almirante flotante.

## Miembros
Muchos famosos escritores fueron miembros del Detection Club, entre ellos Agatha Christie (1890-1976), considerada en todo el mundo y hasta la actualidad como La Reina del Crimen; Dorothy Leigh Sayers (1893-1957), creadora del famoso detective lord Peter Wimsey; Arthur Morrison (1863-1945), una de cuyas novelas más famosas es Martin Hewitt, detective; Ronald Knox (1887-1957), que fue en realidad quien hizo las reglas de la novela policial; Gilbert Keith Chesterton (1874-1936), creador del Padre Brown y Freeman Wills Croft (1879-1957). 
La asociación continúa en activo.

## Reglas
Las reglas tienen cierta similitud a las "20 reglas de Oro" que publicó años después el escritor estadounidense S.S. Van Dine, aunque se generaron ciertas disputas referidas a este tema. Había algunas que no concordaban, y un miembro del Detection Club publicó en cierta ocasión un cuento que violaba totalmente las reglas propuestas por Van Dine, que se consideraban irracionales, sin que dejara de ser una novela policíaca clásica. 
Sin embargo, hay que advertir que las reglas creadas por el London Detection Club son una especie de mezcla amplia de las de Van Dine, lo que ofrece muchas más posibilidades.
A continuación se presentarán las cinco reglas que hizo el Detection Club:
1. La solución de los misterios o enigmas debe ser necesaria para resolver el conflicto central.
2. El detective debe usar su ingenio y su habilidad para resolver el enigma en un contexto concordante con la historia.
3. La solución del problema debe ser solo parcialmene encubierta por el escritor.
4. No se deben usar circunstancias improbables o inusuales, como super-criminales, venenos desconocidos, entradas o pasadizos secretos, coincidencias y casualidades afortunadas  en la novela policial clásica.
5. Finalmente, la justicia debe ir de la mano del detective y debe aplicarse al final de la historia sobre el verdadero criminal.

## Presidentes
Muchos miembros fueron presidentes del Detection Club, pero quien más se destacó, no solo por la cantidad de tiempo que estuvo en el cargo, sino por la constante responsabilidad que prestaba para su trabajo, fue Agatha Christie. Y probablemente la Reina del Crimen hubiera seguido siendo la presidenta de no ser porque la muerte la sorprendió en 1976, cuando se cumplían 19 años de su mandato.
- G. K. Chesterton (1930-1936)
- E. C. Bentley (1936-1949)
- Dorothy L. Sayers (1949-1957)
- Agatha Christie (1957-1976)
- Lord Gorell (1958-1963)
- Julian Symons (1976-1985)
- H.R.F. Keating (1985-2000)
- Simon Brett (2000-presente)

## Publicaciones
Se hicieron muchas novelas en las que trabajaban autores colectivos. En todas ellas se presentaba un problema-conflicto, y todos los escritores que participaban en su realización debían aportar una solución diferente en cada capítulo. La solución final y verdadera se hallaba al final de libro. 
Novelas del Detection Club:
- The Scoop and Behind the Screen (1931). Escrita por: Dorothy L. Sayers, Agatha Christie, E.C. Bentley, Anthony Berkeley, Freeman Wills Crofts, y Clemence Dane.
- The Floating Admiral (1931) Escrita por:  by Dorothy L. Sayers, G.K. Chesterton, Canon Victor L. Whitechurch, G.D.H., M. Cole, Hentry Wade, Agatha Christie, John Rhode, Milward Kennedy, Dorothy L. Sayers, Ronald A. Knox, Freeman Wills Crofts, Edgar Jepson, Clemence Dane, and Anthony Berkeley.
- Ask a Policeman (1933). Escrita por John Rhode, Helen Simpson, Gladys Mitchell, Anthony Berkeley, Dorothy L. Sayers, and Milward Kennedy.
- The Anatomy of Murder (1936). Escrita por Helen Simpson, John Rhode, Margaret Cole, E.R. Punshon, Dorothy L. Sayers, Francis Iles, and Freeman Wills Crofts.
- More Anatomy of Murder (1936, originalmente aparecida en una larga colección de historias bajo el nombre de The Anatomy of murder). Escrita por Dorothy L. Sayers, Francis Iles, and Freeman Wills Crofts.
- Detection Medley (1939). Escrita por John Rhode. AA Milne, Margery Allingham, HC Bailey, EC Bentley, Nicholas Blake, J Dickson Carr, GK Chesterton, Agatha Christie, GDH and M Cole, JJ Connington, Freeman Wills Crofts, Carter Dickson, Edgar Jepson and Robert Eustace, R Austin Freeman, Anthony Gilbert, Lord Gorell, Ianthe Jerrold, Milward Kennedy, ECR Lorac, Arthur Morrison, The Baroness Orczy, ER Punshon, Dorthy L Sayers, Henry Wade, Hugh Walpole.
- Double Death (1939)

Autores: Prólogo - John Chansler; Parte 1 - Dorothy L. Sayers; Parte 2 - Freeman W Crofts; Parte 3 - Valentine Williams; Parte 4 - Fryniwyd Tennyson Jesse (Mrs. H. M. Harwood); Parte 5 - Anthony Armstrong; Parte 6 - David Hume
- Six Against the Yard (1948) Escrita por Margery Allingham, Father Ronald Knox, Anthony Berkeley, Russell Thorndike, Dorothy L. Sayers and Freeman Wills Crofts.
- Crime on the Coast y No Flowers by Request. Crime on the Coast (1954) escrita por John Dickson Carr, Valerie White, Laurence Meynell, Joan Fleming, Michael Cronin y Elizabeth Ferrars. No Flowers by Request (1953) escrita por Dorothy L. Sayers, E.C.R. Lorac, Gladys Mitchell, Anthony Gilbert y Christianna Brand.
- Verdict of Thirteen (1978) Escrita por: P.D. James, Gwendoline Butler, Dick Francis, Michaels Gilbert, Christianna Brand, Michael Innes, Patricia Highsmith, Celia Fremlin, H.R.F. Keating, Michael Underwood, Ngaio March, Peter Dickinson, Julian Symons.
- The Man Who... (1992, publicada en honor al cumpleaños 80 de Julian Symons).  Escrita por: Catherine Aird, Eric Ambler, Simon Brett, Len Deighton, Antonia Fraser, Michael Gilbert, Reginald Hill, P D James, H R F Keating, Peter Lovesey, Ruth Rendell, George Sims, y Michael Underwood. Se trata de una edición limitada del Detection Club.
- The Verdict of Us All (2006)